# Oposição de Esquerda
Oposição de Esquerda foi um grupo político existente entre 1923 e 1928 dentro do Partido Bolchevique, que reuniu grande parte dos dirigentes do partido comunista e que se opôs a política desenvolvida por Josef Stalin a partir de 1923. Desenvolveu-se posteriormente na Oposição Unificada, na Oposição de Esquerda Internacional e na Quarta Internacional.

## Inicio
A Oposição de Esquerda surge em 1923, após a Declaração dos 46, onde várias das velhas e importantes lideranças do partido, especialmente após a Crise das Tesouras porque passava a NEP, não concordando com a linha econômica do partido para a Estado Soviético e o paulatino processo de restrições à democracia interna e no órgãos do Estado e da administração da economia exigem a adotação de uma virada política, expressando em um documento suas propostas.
Essas lideranças organizadas em torno de Preobrajenski receberam a adesão de Trotski formando em seguida, o que passará para a História do comunismo internacional com o nome de Oposição de Esquerda. Entre elas estavam Ivar Smilga, Ivan Smirnov, Valerian Osinski, Grigori Solkonikov, entre outros "velhos bolcheviques" e outros membros ligados a Trotski.   
Esse grupo passará a combater o bloco hegemônico da direção do Partido, formado em torno da liderança de um triunvirato de membro do Politburo, chamada de troika, composta por Stálin, Zinoviev e Kamenev. A troika havia sido por estes três dirigentes partidários constituída para afastar na prática Trotski do centro de decisões à medida que era apontado como natural sucessor de Lênin.

## Os adversários
Stálin, através de seu cargo de Secretário-geral, controlava a burocracia do Partido (que havia, com o aparecimento da Guerra Civil. tornado-se um partido de Estado, com todos os problemas que isso implicava). Manipulava as nomeações e designações para cargos, com desdobramentos sobre os órgãos públicos e de administração da economia. Zinoviev era um dos mais importantes líderes do Partido, e antes da Revolução, substituído Lênin em vários momentos. Kamenev era dirigente da principal região partidária, a cidade de Leningrado. 
A Oposição de Esquerda contava com uma vasta e diversificada base social de apóio. Com a simpatia dos velhos bolcheviques, que não eram ligados a troika. De membros do Partido participantes dos órgãos de planejamento, principalmente dos críticos da NEP, especialmente aqueles que defendiam a ampliação da industrialização, da adoção do planejamento centralizado e da coletização do campo. Dos membros das células militares. E dos membros das células da juventude do Partido, o Komsomol.

## A luta política

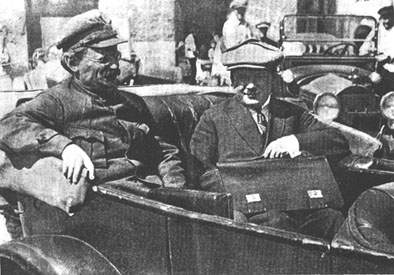
Líderes da Oposição de Esquerda Leon Trotsky e Leonid Serebriakov (1925)

A Oposição se aproveitou, que embora o clima no Partido e na sociedade soviética já não era tão democrático como era na época de Lênin vivo, havia ainda muito espaço democrático dentro e fora do partido, e vários canais legais para debate e apresentação de ideias. Havia espaço para o dissenso nos jornais partidários e na imprensa independente, na conferências das instituições acadêmicas e para publicação de livros. Trotski publicou "Lições de Outubro" e Preobrajenski publicou sua famosa conferência na Academia Soviética de Ciências (que viria a ser depois o Capítulo 2 do livro "A Nova Econômica". Porém todos esses canais também seriam gradualmente sendo cortados à medida que a luta ia se acirrando.
A Oposição de inicio conseguiu algumas vitórias, como a adoção do Novo Curso, uma resolução de planos para o Partido, e havia sido aprovada com a concordância do grupo stalinista-zinovievista. Contudo, sua aprovação se dera mais para ganhar tempo para, em verdade, combater o grupo trotskista por dentro, minando a capacidade de atuação dos membros a ela ligado.
Embora gozasse de intenso prestígio e de simpatia, a Oposição não contava com a maioria do Partido. A burocratização do Partido, que o próprio Lênin denunciara e combatia em seu fim de vida, havia modificado a composição e a vida partidária. O debate interno não era tão rico e democrático e muitos dos membros do partido eram muito jovens e impregnados por relações clientelísticas.
Por um lado, a troika orquestrava paulatinamente, especialmente por ação de Stálin, a remoção de postos-chaves de dirigentes partidários membros da Oposição, afastando ou deslocando-os para postos secundários. Outra iniciativa de Stálin foi promover mudanças no critério de voto dos filiados do partido, proibindo as células militares de votar. Outra mudança foi reorganização forçada da juventude do Partido, cassando lideranças estudantis e juventude operária e substituindo por aquelas obedientes a Stálin. 
Por outro lado, a troika organiza uma falsificação da história de militância dos principais líderes da Oposição, especialmente de Trotski, enfatizando o caráter de adversários de Lênin ou de oposição a sua linha. Surge aí o mito que Trotski seria menchevique ou pequeno-burguês, e ai seria forjado, de maneira depreciativa, o termo que seria designado a todos os membros da Oposição, como "trotskistas".
No decorrer de 1923 e 1924 na série de conferências, encontros e congressos as lideranças centrais da Oposição foram ficando isoladas e sem sua base de apoio. Haverá um série de derrotas, que culminará na exigência de que os membros da Oposição de Esquerda abjurem de umas proposições, o que irão realizar, e mesmo assim muitos foram assassinados ou expulsos.

## Da Oposição de Esquerda à Oposição Unificada
Entre 1924 e 1925 a Oposição de Esquerda deixará de funcionar organicamente. Contudo, em 1925, com uma série de novos problemas econômicos e o aparecimento da linha partidária e doutrina de "socialismo em um só país", o grupo de Zinoviev e Kamenev romperá com o grupo de Stálin.
Surgirá então com a fusão do grupo de Zinoviev e Kamenev e Krupskaia, a viúva de Lênin, com a antiga Oposição de Esquerda, a chamada "Nova Oposição de Esquerda", ou "Oposição de 1926" ou "Oposição Unificada". A oposição teria a liderança de Trotski e Zinoviev e sua elaboração teórica e progrática ficaria a cargo de Preobrajenski.

## O debate teórico
E dessa época que haverá o famoso debate da Economia Política socialista e marxista,  entre Preobrajenski e Bukharin,  sobre os rumos do desenvolvimento soviético e a transição ao socialismo. Esse debate foi precursor da moderna teoria do desenvolvimento econômico. Será desse debate que mesmo a Economia burguesa se alimentará para discutir o desenvolvimento e o subdesenvolvimento, industrialização e pobreza.
Trotski e Stálin materializam o embate político-organizativo entre os dois grupos, enquanto que Preobrajenski e Bukharin, o embate teórico-programático.
Bukharin havia se tornado teórico do bloco stalinista-bukharinista, novo bloco hegemônico na direção do Partido. Defendia o prosseguimento da NEP e a política de enriquecimento dos kulaks. Preobrajenski defendia o fim da NEP e a adoção de uma política econômica de aceleração da industrialização, coletivização do campo e de planejamento centralizado e democrático da produção nacional.
Bukharin defendia o socialismo em um só país, Preobrajenski a revolução mundial e, enquanto essa não se concretizava o desenvolvimento planificado e industrial da URSS.

## A derrota da Oposição Unificada e o fim da Oposição de Esquerda
Com a derrota da Oposição Unificada em fins de 1927, o grupo trotskista, comanda por Preobrajenski, em virtude de que Trotski encontrava-se preso, continuou a ação, mesmo com a capitulação da ala zinovievista, mantendo uma gráfica clandestina e trabalho conspirativo. Entretanto, em 1928 o houve a prisão em massa de mais de 400 lideranças ligadas a Oposição de Esquerda, que acabaram encarceradas na Sibéria. A Oposição continuou funcionando clandestinamente nos cárceres e nos gulag.
Stálin com o objetivo de enfraquecer e dividir o grupo expulsa Trotski da URSS. Seu plano parcialmente dá certo. Após a expulsão da URSS, Trotski passou a organizar a Oposição do ponto-de-vista internacional, constituindo a chamada Oposição de Esquerda Internacional. Esse grupo será o antecessor da Quarta Internacional. 
Entre 1929 e 1932 vários dos membros da Oposição de Esquerda foram se desligando ou rompendo formalmente do grupo para conseguir a liberdade e a reabilitação política. O próprio Preobrajenski apresentou uma declaração de ruptura seguido de vários líderes.
As lideranças da Oposição ficam impressionados com o giro de Stálin, que rompe com o grupo de direita do Partido, comanda por Bukharin e Rikov, e implementa o plano de coletivização forçada e industrialização acelerada implantado no Primeiro plano quinquenal.

## O trotskismo na URSS na década de 1930
Após 1931, começa a se reorganizar, em torno de Ivan Smirnov, a Oposição de Esquerda na URSS, como seção da Oposição de Esquerda Internacional, seção essa clandestina. Vários líderes voltam a participar, inclusive Preobrajenski, insatisfeito com os rumos da coletivização forçada. O próprio Trotski dizia que a seção soviética era a maior seção da Oposição de Esquerda Internacional.
Mas essa seção não aguentará os golpes de repressão do stalinismo. Durante a década de 1930 acredita-se que haveria mais de 4.000 membros da facção trotskista na URSS, que foram o grupo que mais sofreu com a perseguição política e física promovida por Stálin, chamado de Grande Expurgo, após 1934. Durante os Processos de Moscou esse grupo foi dizimado, especialmente no Julgamentos de 1938, o mesmo contra Bukharin e Rikov. Foi nesse mesmo ano, por exemplo, que Preobrajenski foi um dos 400 a 500 fuzilados sem julgamento formal.